# Georg Jacobs
Georg Jacobs (* 20. Juli 1962 in Bensberg) ist ein deutscher Professor für Maschinenbau an der RWTH Aachen University. Er leitet das Institut für Maschinenelemente und Systementwicklung (MSE). Seit 2013 erstreckt sich seine Verantwortung als Institutsleiter ebenfalls auf den neu gegründeten Chair for Wind Power Drives der RWTH Aachen University. Als Sprecher des Vorstandes ist er zudem für das neu gegründete Center for Wind Power Drives (CWD) der Universität tätig.

## Leben und Wirken
Georg Jacobs studierte von 1983 bis 1989 Maschinenbau mit Vertiefung Konstruktionstechnik an der RWTH Aachen. Von 1989 bis 1993 arbeitete er als wissenschaftlicher Mitarbeiter am Institut für fluidtechnische Antriebe und Steuerungen – IFAS ehem. IHP, RWTH Aachen University. 1993 erhielt er den akademischen Grad Doktor der Ingenieurwissenschaften und wurde mit der Borchers-Plakette der RWTH Aachen ausgezeichnet. Als Oberingenieur war er von 1993 bis 1996 Mitglied der Institutsleitung.  
Von 1996 bis 1997 arbeitete Professor Jacobs als Leiter der Entwicklungsabteilung Großpressen und Anlagen bei der Müller Weingarten AG, Weingarten. 1997 trat er in die damalige Mannesmann Rexroth AG ein, wo er bis 2001 den technischen Vertrieb im Geschäftsbereich Industriehydraulik leitete. Zwischen 2001 und 2004 war er Technischer Geschäftsführer der Brueninghaus Hydromatik GmbH in Ulm, einem Unternehmen der Bosch Rexroth AG. Als Sprecher des Produktbereichs Drives, innerhalb des Geschäftsbereiches Hydraulik der Bosch Rexroth AG, war er von 2005 bis 2008 mit besonderer Verantwortung für die Bereiche Entwicklung und Produktmanagement tätig. Zwischen 2006 und 2008 übernahm er als Mitglied der Geschäftsleitung Bosch Rexroth Hydraulik mit besonderer Verantwortung das Segment Entwicklung sowie den Produktbereich Drives.
Zum Oktober 2008 wurde Georg Jacobs an die RWTH Aachen University berufen. Wie zuvor in der Industrie konzentriert sich seine Forschungs- und Entwicklungsarbeit auch an der RWTH auf die Antriebstechnik und Produktentwicklung insbesondere im Bereich der Windenergieanlagen und der Bau- und Landmaschinen.
Von 2012 bis 2014 war Georg Jacobs Prodekan für Struktur und von 2014 bis 2016 Dekan der Fakultät für Maschinenwesen der RWTH Aachen University. Er führte die Position des hauptamtlichen Dekans ein, an den er dann auch seine Aufgaben im Dekanat übergab.
Seit 2013 ist Georg Jacobs Professor und Institutsleiter am Chair for Wind Power Drives der RWTH und Sprecher des Vorstandes des Centers for Wind Power Drives (CWD), welches er mit sechs weiteren Kollegen gründete. Das Center for Wind Power Drives (CWD) bündelt die Forschungs- und Entwicklungsarbeiten zum Thema Antriebstechnik von Windenergieanlagen (WEA) an der RWTH. Anfang 2016 übernahm Georg Jacobs zusätzlich die Leitung des Institutes für allgemeine Konstruktionstechnik im Maschinenbau (ikt), um die Simulationsmodelle der Antriebsauslegung mit den Methoden und Prozessen der Produktentwicklung enger zu verbinden.

## Mitgliedschaften
Seit 1989 ist Georg Jacobs Mitglied im Verein Deutscher Ingenieure und seit 2010 Mitglied der Wissenschaftlichen Gesellschaft für Produktentwicklung e. V. Des Weiteren ist er Mitglied im technisch-wissenschaftlichen Beirat der Zeitschrift „O + P“ (seit 2011), im Herausgeberbeirat des Journals „Friction“ (seit 2013), im Beirat des State Key Laboratory for Tribology, China (seit 2014) und im wissenschaftlichen Beirat der Jenoptik AG (seit 2016).

## Veröffentlichungen

### Herausgeberschaften und Tagungsleitungen
Georg Jacobs ist seit 2008 wissenschaftlicher Leiter der Tagung „Antriebstechnisches Kolloquium“ (ATK) und Herausgeber des dazugehörigen Tagungsbandes. Seit 2010 ist er wissenschaftlicher Leiter der VDI-Tagung „Antriebssysteme“ und seit 2013 wissenschaftlicher Leiter der VDI-Fachkonferenz „Schadensmechanismen an Lagern“. Ebenfalls seit 2013 leitet er in seiner Funktion als Mitglied des Vorstandes des Centers for Wind Power Drives die Tagung „Conference for Wind Power Drives“ (CWD) und ist Mitherausgeber des dazugehörigen Tagungsbandes.

### Ausgewählte wissenschaftliche Veröffentlichungen
- Achim Feldermann, Stephan Neumann, Georg Jacobs: CFD simulation of elastohydrodynamic lubrication problems with reduced order models for fluid-structure interaction. In: Tribology – Materials, Surfaces & Interfaces, 2017, ISSN 1751-584X, pp. 1–9, doi:10.1080/17515831.2017.1279846
- Joerg Berroth, Georg Jacobs, Tobias Kroll, Ralf Schelenz: Investigation on pitch system loads by means of an integral multi body simulation approach. In: Journal of Physics. Conference Series. Vol. 753, Artikelnr. 112002, 2016, ISSN 1742-6596, doi:10.1088/1742-6596/753/11/112002
- Dennis Bosse, Georg Jacobs: Capabilities of wind turbine ground test facilities. Benefits from standardizing test methods of blade and nacelle test center around the world. In: Journal of fundamentals of renewable energy and applications. Vol. 6, Iss. 4, 2016, ISSN 2090-4541, p. 28, doi:10.4172/2090-4541.C1.011
- Christopher Sous, Henrik Wünsch, Georg Jacobs, Christoph Broeckmann: Prediction of fatigue limit of journal bearings considering a multi-axial stress state. In: Industrial lubrication & tribology. Vol. 68, Iss. 3, 2016, Emerald, ISSN 0036-8792, pp. 430–438, doi:10.1108/ILT-08-2015-0119
- Andrew Flórez, Gero Burghardt, Georg Jacobs: Influencing factors for static immersion tests of compatibility between elastomeric materials and lubricants. In: Polymer testing. Vol. 49, 2016, Elsevier, ISSN 0142-9418, pp. 8–14, doi:10.1016/j.polymertesting.2015.10.017
- Gero Burghardt, Florian Wächter, Georg Jacobs, Christoph Hentschke: Influence of run-in procedures and thermal surface treatment on the anti-wear performance of additive-free lubricant oils in rolling bearings. In: Wear. Vols. 328–329, 2015, Elsevier, ISSN 0043-1648, pp. 309–317, doi:10.1016/j.wear.2015.02.008
- Christopher Körtgen, Gabriele Morandi, Georg Jacobs, Felix Straßburger: Automatisierte Parametrierung der Getriebesteuerung eines leistungsverzweigten Getriebes. In: Antriebstechnisches Kolloquium (ATK): Aachen, Germany, March 3th–4th, 2015
- Moritz Ploß, Christian Bongardt, Gero Burghardt, Georg Jacobs: White Etching Cracks (WEC) an Wälzlagern. Erscheinungsformen, Entstehungsmechanismen und Schadensreproduktion. In: Antriebstechnisches Kolloquium (ATK): Aachen, Germany, March 3th–4th, 2015
- Jan Schröter, Georg Jacobs, Svetlana Zhitkova, Matthias Felden, Kay Hameyer: Development of High Speed Electrical Drives for Mobile Machinery. Challenges and Potential Solutions. In: 9th International Fluid Power Conference (IFK): Aachen, Germany, March 24th–26th, 2014, Vol. 3, pp. 416–427, pdf
- Georg Jacobs: Energieeffiziente Antriebe für Bau- und Landmaschinen. In: ATZoffhighway. Vol. 6, Iss. 1, 2013, Springer, ISSN 2191-1843, pp. 50–58
- Dennis Bosse, Dominik Radner, Ralf Schelenz, Georg Jacobs: Analysis and Application of Hardware in the Loop Wind Loads for full Scale Nacelle Ground Testing. In: DEWI Magazin. 43, 2013, ISSN 0946-1787, S. 65–70,  pdf
- Andreas Stratmann, Christoph Hentschke, Georg Jacobs: Formation of Anti-Wear Films in Rolling Bearings due to Run-in Procedures. In: 5th World Tribology Congress (WTC): Torino, Italy, September 8th–13th, 2013,
- Sebastian Neubert, Artur Porat, Christoph Hentschke, Georg Jacobs: Mixed friction model for rough contacts at high pressure. In: Proceedings of the Institution of Mechanical Engineer, Part J: Journal of engineering tribology. Vol. 227, Iss. 5, 2013, ISSN 1350-6501, pp. 496–509, doi:10.1177/1350650113479512
- Simon Serowy, Cristian Andrei, Friederike Barenhorst, Ralf Schelenz, Kay Hameyer, Georg Jacobs: Multi-Megawatt Wind Turbine with Multiple High-speed Generators. In: Proceedings of DEWEK 2015: Bremen, Germany, May 19th–20th, 2015
- Christian Liewen, Dominik Radner, Dennis Bosse, Ralf Schelenz, Georg Jacobs: New infrastructure and test procedures for analyzing the effects of wind and grid loads on the local loads of wind turbine drivetrain components. In: Proceedings of DEWEK 2015: Bremen, Germany, May 19th–20th, 2015
- Stefan Franzen, Dennis Bosse, Dominik Radner, Georg Jacobs, Ralf Schelenz: Hardware in the Loop for Nacelle Test Benches. In: Windtech international. 2015, pp. 20–23
- Alexander Helmedag, Timo Isermann, Uwe Jassmann, Dominik Radner, Dirk Abel, Georg Jacobs, Antonello Monti: Testing nacelles of wind turbines with a hardware in the loop test bench. In: Instrumentation & measurement. Vol. 17, Iss. 5, 2014, ISSN 1094-6969, pp. 26–33, doi:10.1109/MIM.2014.6912198